# توم مايلز
توم مايلز (بالإنجليزية: Tom Miles)‏ هو سياسي أمريكي، ولد في 3 نوفمبر 1979 في مورتون في الولايات المتحدة. حزبياً، نشط في الحزب الديمقراطي. وقد انتخب عضو مجلس نواب مسيسيبي.